# Dark Sun
Dark Sun (с англ. — «Тёмное Солнце») — сеттинг по системе Dungeons & Dragons, действие которого происходит в фэнтезийном постапокалиптическом пустынном мире Атхас (англ. Athas) .

## История сеттинга
История мира началась в 1991 году, когда TSR издала «Dark Sun World Campaign Setting», а также вышел роман Троя Деннинга «Охота на дракона» («The Verdant Passage»). Дополнительную популярность сеттингу придали две выпущенные в 1993—1994 годах компьютерные игры. За 5 лет было издано более 30 игровых продуктов, 13 художественных романов (из которых 3 вышли на русском языке) и более 50 статей в журналах Dragon, Dungeon и Polyhedron. Осенью 1996 года прозвучало заявление о том, что продукты по Dark Sun более издаваться не будут. А вскоре и сама TSR стала собственностью Wizards of the Coast.
В январе 2000 года сайт The Burnt World of Athas стал официальным сайтом Dark Sun. Команда сайта начала разработку конверсии сеттинга под Третью редакцию D&D. Работа постепенно привлекала всё новых участников. Черновые варианты правил публиковались на сайте и широко обсуждались на форуме WotC. Наконец, 16 июля 2003 года была опубликована первая сводная версия правил Dark Sun 3.
В 2004 году в журналах Dragon № 315 и 319 и Dungeon № 110 и 111 были опубликованы другие правила для Dark Sun. В настоящее время обе системы правил являются официальными.
Создатели двух независимых версий новых правил по Dark Sun нашли изящный компромисс. Настоящим временем для версии правил The Burnt World of Athas (рус. Сгоревший мир Атхаса) является время через 10 лет после того, как город Тир приобрёл свободу, и вторичного заточения Раджаата. Для правил, изданных Paizo Publishing, настоящим временем, в котором происходят приключения, является время через 300 лет после вторичного заточения Раджаата.

## Сведения о мире
Действие сеттинга происходит в пустынном мире Атхас. Этот мир когда-то был голубой планетой, полной жизни, но теперь лишён своего плодородия неконтролируемым использованием магии. Это — выжженная солнцем земля без богов, воды и надежды. Ещё одной особенностью Атхаса является практически полное отсутствие полезных ископаемых, в результате чего в данном сеттинге практически не существует доспехов, оружия, инструментов и денег из металла: местные жители изготавливают свои доспехи из выделанной кожи, древесной коры или плотных верёвок, оружие и инструменты вырезают из кости, камня или дерева (самым ценным материалом считается так называемый Кровавый обсидиан — вулканическая порода, появившаяся в результате извержения вулканов, порождённых действиями Волшебников-Разорителей и их губительной для мира магии), а местной валютой служат керамические монеты (англ. ceramic pieces) — маленькие пластинки с изображением Короля-Дракона того или иного города-государства и сделанные особым образом, подразумевающим раскол одной полновесной керамической монеты на десять керамических кусочков (англ. ceramic bites). Альтернативными валютными средствами являются драгоценные камни, а так же, золотые и серебряные монеты, в силу своей редкости и ценности применяющиеся только самыми крупными торговыми домами (и даже в народе известными как монеты торговых домов) при самых серьёзных торговых сделках. 
В бесконечной пустыне обитаемы только отдельные оазисы и города-государства. Правителей изолированных городов-государств называют Королями-Драконами (англ. Dragon-King), или же Королями-Чародеями; в большинстве случаев они тайно находятся на той или иной стадии превращения в драконов. Власть в городе держится на Храмовниках. Храмовники служат и поклоняются Королям-Чародеям, которые являются источником их заклинаний; жрецы же поклоняются Элементальным силам (Воздуху, Огню, Воде и Земле), а Друиды служат могущественным существам, известным как Духи Земли.
На Атхасе широко распространены псионические способности, ими владеют даже животные. Существуют школы ментальных способностей, большинство из них финансируется Королями-Чародеями (Sorcerer-King) и служат их нуждам.

## География
Известная часть Атхаса представляет собой около миллиона квадратных миль пустыни. В его средине лежит обширная, площадью в 120 000 квадратных миль, наполненная пылью впадина, которую называют Морем Ила (см. ниже).
Это безводное «море» окружают Равнины, шириной от 50 до 400 миль. Равнины представлены разными видами ландшафтов: песчаные пустыни, каменистые пустыни, пыльные топи, соляные озера, скалистые пустоши, и равнины, заросшие жёлто-зелёным кустарником.
Равнины со всех сторон окружены хребтами Звенящих Гор. Со всех сторон, за горами лежат Дальние земли (Hinterlands). О том, что там находится, практически ничего не известно.

## Города-государства

### Урик
Урик — пожалуй, сильнейший из всех городов-государств на Атхасе. Городом правит король-чародей Хаману, внешне выглядящий как получеловек — полулев, одетый в сияющий золотой доспех.
Урик является основным поставщиком обсидиана на Атхасе, а также производителем большей части обсидианового оружия.

### Раам
Раам, также известный как Город Мёртвых, управляется мёртвым Королём-Драконом Дреготом. Дрегот раньше был Королём-Чародеем ныне разрушенного города Гуистенал. Он захватил контроль над Раамом более 200 лет назад и превратил его в оплот тьмы, где мертвецы ходят бок о бок с живыми. Более трети населения города составляют зомби и скелеты. Храмовники этого Короля-Чародея после смерти пополняют армию нежити. Гладиаторские бои в Рааме популярны так же, как и по всему остальному Атхасу, но в отличие от других городов бой не останавливается со смертью одного из гладиаторов: после небольшой паузы он возвращается на арену в виде нежити (обычно зомби) и бой продолжается.

### Драй
Королём-Чародеем этого города на настоящий момент является Тектуктитлай. Он выдаёт себя за бога, но грубый и жестокий Тектуктитлай не только не является богом — он ещё и самый слабый из всех Королей-Чародеев Атхаса. Многие называют его за глаза безумным из-за его кровожадности, другие подозревают, что все жертвоприношения происходят с определённой таинственной целью. Еженедельно группа рабов и свободных граждан приносится в жертву в процессе кровавого ритуала. Стать жертвой «отбраковки» может любой. Благородные семейства в Драе пользуются достаточной свободой и даже имеют свои полицию и суд, независимые от Короля-Чародея.

### Нибенай
Нибенай — город, известный также как «Город Теней». Управляющего городом Короля-Чародея, который никогда не показывается из своего дворца, зовут также Нибенаем. Дворец возвышается над городом более чем на 100 футов и имеет форму торса самого Короля-Чародея. Почти все Храмовники Нибеная являются женщинами; немногие мужчины служат в городе и никогда не попадали во дворец своего повелителя. Основным бизнесом Нибеная является продажа древесины агафари.

### Галг
Галг — возможно, самый необычный из всех городов-государств Атхаса. Город целиком выстроен из живого дерева и лозы. Королевой-колдуньей города является «Лесная Богиня» Лалали-Пуи. Город окружён 30-футовой стеной колючего кустарника выращенного Храмовниками королевы. Все дома города расположены на деревьях и высота дома над поверхностью земли говорит о статусе его владельца. Только в квартале иноземцев можно найти традиционные каменные строения. Лалали-Пуи управляет городом из своего дворца называемого «Дом Солнечного света». В отличие от других городов-государств в Галге тщательно контролируется передвижение всех, кто не является гражданином города. Только граждане могут свободно ходить по городу, все приезжие обязаны оставаться в квартале для иноземцев. Галг единственный город в котором есть собственная община халфлингов, которые являются желанными гостями. В отличие от других городов, в нём нет огромных амфитеатров, поэтому гладиаторские бои проводятся с меньшим размахом, чем к примеру, в Нибенае.

### Балик
Балик был слабейшим городом-государством на Атхасе, пока около 100 лет назад Король-Чародей Андропинис не вернулся из своего экстрапланарного заключения во главе армии странных гуманоидов, называющих себя менадами. Менады в настоящее время составляют более пятой части населения города. Балик отличается от остальных городов-государств тем, что имеет собственный флот, корабли которого рассекают просторы Илового моря (см. ниже). Другой особенностью Балика является большое количество театров, в которых актёры (после тщательной цензуры Храмовников) ставят свои представления.

### Тир
Тир — единственный свободный город-государство на Атхасе. Король-Чародей Тира, Калак, был убит более 300 лет назад. В настоящее время городом управляет совет, состоящий из дворян и магов. В этом городе, в отличие от других городов-государств, тайная магия официально разрешена (в то время как в остальных городах-государствах Атхаса тайная магия находится под строжайшим запретом, а пойманные волшебники и чародеи приговариваются к изгнанию из города или вовсе смертной казни), и волшебники с чародеями здесь являются желанными гостями, поэтому тут их больше, чем где-либо ещё на Атхасе. После смерти Калака в Тире было запрещено рабство и все рабы были освобождены. В настоящее время ситуация сохраняется, ни один гражданин Тира не имеет права иметь рабов. Тем не менее, благородные семьи часто заключают долговременные контракты с работниками, которые формально не являются рабами, но практически выполняют именно такую роль. Основой бизнеса Тира являются его железные шахты, поставки железной руды и металла. Также Свободный город является единственным городом-государством, где можно открыто купить или продать магические вещи или компоненты для заклинаний.
Гладиаторские бои также популярны, как и в других местах Атхаса, только разница заключается в том, что на бой выходят свободные горожане, а не рабы. У высокооплачиваемых гладиаторов обычно имеется персонал, помогающий им готовиться к поединкам, и даже псионы, помогающие залечить раны между поединками. В последнее время все более популярными становятся скачки на кродлу и на колесницах, запряженных канками.

## Море Ила
Вместо океана на Атхасе есть море, состоящее целиком из ила (илом здесь называют не жижеподобные придонные наносные отложения, а мельчайшие пылинки, носимые ветром, получившиеся, видимо, в результате высыхания смеси ила и песка). Ил очень опасен, так как он не способен удержать вес человека, а его частицы настолько мелки, что легко проникают в лёгкие. Сильный ветер, дующий со стороны Моря Ила, может заставить жителей прилежащих деревень оставаться дома целыми днями, хотя при наличии определённого количества воды некоторые применяют маскообразный предмет, называемый ильником, которым закрывают нос и рот. Если ильник периодически смачивать водой, он позволяет дышать во время таких бурь.
На глубине нескольких метров от поверхности ил становится довольно плотным, что позволяет великанам ходить по иловым дорогам, погружаясь в ил по грудь, но для людей такой метод перемещения вряд ли применим. Люди иногда строят суда, которые могут перемещаться по иловым дорогам подобно тому, как это делают великаны, хотя эти суда и идут значительно медленнее. И великанам, и людям во время путешествий приходится иметь дело с существами, живущими под поверхностью.

## Игровые расы
Хотя расы называются также как и в других сеттингах, зачастую совпадает только название. Например, эльфы не бессмертны и соединяют в себе худшие черты цыган и бедуинов, а полурослики — кровожадные людоеды.
- Расы
  - Ааракокры
  - Дварф
  - Эльф
  - Полуэльфы
  - Полувеликаны
  - Полурослики
  - Люди
  - Мулы
  - Птерраны
  - Три-Крины
- Дополнительные расы (версия для редакции 3.5, журнал Paizo)
  - Эланы
  - Менады

## Художественная литература по миру Тёмного Солнца

### Трой Деннинг
Серия «Пенталогия Призмы» (Prism Pentad)
- Охота на дракона (The Verdant Passage)
- Алый легион (The Crimson Legion)
- Янтарная Чародейка (The Amber Enchantress)
- Обсидиановый оракул (The Obsidian Oracle)
- Лазоревый шторм (The Cerulean Storm)

### Саймон Хоук
Серия «Племя в одном» (Tribe of One)
- Изгнанник (The Outcast)
- Искатель (The Seeker)
- Кочевник (The Nomad)

### Хроники Ахаса (Chronicles of Athas)
- Эбби Линн «Медный Гамбит» (The Brazen Gambit (July 1994), by Lynn Abbey)
- Райан Хьюдж «Тьма Перед Рассветом» (The Darkness Before the Dawn (February 1995), by Ryan Hughes)
- Саймон Хоук «Сломанный Меч» (The Broken Blade (May 1995), by Simon Hawke)
- Эбби Линн «Тени Киновари» (Cinnabar Shadows (July 1995), by Lynn Abbey)
- Эбби Линн "Взлёт и падение Короля-Дракона (The Rise & Fall of a Dragon King (April 1996), by Lynn Abbey)

Все книги переведены на русский.

## Компьютерные игры
В мире Dark Sun разворачивается действие следующих игр: Dark Sun: Shattered Lands (1993), Dark Sun: Wake of the Ravager (1994), и MMORPG Dark Sun Online: Crimson Sands (1996).